# Cassipourea schizocalyx
Cassipourea schizocalyx là một loài thực vật có hoa trong họ Rhizophoraceae. Loài này được C.H.Wright mô tả khoa học đầu tiên năm 1901.